# ماچدونیو ملونی
ماچدونیو ملونی (به ایتالیایی: Macedonio Melloni) (۱۱ آوریل ٬۱۷۹۸-۱۱ اوت ۱۸۵۴) فیزیکدان ایتالیایی بود.

## زندگی‌نامه
وی در سال ۱۸۲۴ در پارما زاده شد. در سال ۱۸۳۱ به فرانسه مهاجرت کرد. و تا سال ۱۸۴۸ در رصدخانه وسوویوس مشغول به فعالیت شد. در ۵۶ سالگی در ناپل درگذشت.

## فعالیت علمی
او تحقیقاتی در باره امواج فروسرخ داشت. وی پیل گرمایی را طوری اصلاح کرد که نسبت به تغییرات دما فوق العاده حساس بود.ملونی از این پیل برای کشف پرتوهای فروسرخ استفاده کرد٬و در سال ۱۸۴۶ میلادی ٬تأثیر حرارتی مهتاب را از نقطه‌ای بالای کو وزوو اندازه گیری کرد.